# Mickey Skinner
Pour les articles homonymes, voir Skinner.
 Michael (Mickey) Gordon Skinner, est né le 26 novembre 1958 à Newcastle. C’est un ancien joueur de rugby à XV, qui a joué avec l'équipe d'Angleterre, évoluant au poste de troisième ligne aile.

## Carrière
Il a disputé son premier test match le 16 janvier 1988, à l’occasion d’un match contre l'équipe de France et le dernier contre l'équipe du Pays de Galles, le 7 mars 1992.
Skinner a participé à la coupe du monde 1991 (4 matchs disputés).

## Palmarès

### En sélection
- 21 sélections (+1 non officielle) avec l'équipe d'Angleterre
- Sélections par année : 5 en 1988, 1 en 1989, 6 en 1990, 5 en 1991 4 en 1992
- Tournois des Cinq Nations disputés : 1988, 1990, 1991, 1992

### En club
Avec les Harlequins
- Coupe d'Angleterre :
  - Vainqueur (2) : 1988 et 1991